# IBM Deep Blue
Dip Blu je bio ekspertski sistem za igranje šaha koji je pokrenut na jedinstvenom namenski napravljenom IBM superkompjuteru. Bio je to prvi kompjuter koji je pobedio u igri, i prvi koji je pobedio u meču, protiv aktuelnog svetskog šampiona pod redovnim kontrolama vremena. Razvoj je započeo 1985. na Univerzitetu Karnegi Melon pod imenom ChipTest. Zatim je preseljen u IBM, gde je prvo preimenovan u Dip Tot, a zatim ponovo 1989. u Dip Blu. Prvi put je igrao sa svetskim šampionom Garijem Kasparovim u meču od šest igara 1996. godine, gde je izgubio četiri igre prema dve. Nadograđen je 1997. i u revanšu od šest igara pobedio je Kasparova, trijumfujući u dve igre i remizirajući tri. Pobeda Dip Blua smatra se prekretnicom u istoriji veštačke inteligencije i bila je tema nekoliko knjiga i filmova.

## Literatura
- Amis, Martin (2011). „Foreword”.  Ур.: Mann, Windsor. The Quotable Hitchens: From Alcohol to Zionism. Da Capo Press. ISBN 978-0-306-81983-4. Архивирано из оригинала 29. 3. 2022. г. Приступљено 18. 8. 2021.
- Barrat, James (2013). Our Final Invention (Kindle изд.). St. Martin's Press. ISBN 978-0-312-62237-4.
- Campbell, Murray (1998). „An Enjoyable Game”.  Ур.: Stork, D. G. HAL's Legacy: 2001's Computer as Dream and Reality. Cambridge, Mass: MIT Press. ISBN 978-0-262-19378-8.
- Campbell, Murray (1999). „Knowledge discovery in deep blue”. Communications of the ACM. Association for Computing Machinery. 42 (11): 65—67. S2CID 176390. doi:10.1145/319382.319396 .
- Campbell, Murray; Hoane, A. Joseph Jr.; Hsu, Feng-hsiung (2002). „Deep Blue”. Artificial Intelligence. Elsevier. 134 (1–2): 57—83. ISSN 0004-3702. doi:10.1016/S0004-3702(01)00129-1 .
- Gonsalves, Tad (2017). „The Summers and Winters of Artificial Intelligence”.  Ур.: Khosrow-Pour, Mehdi. Encyclopedia of Information Science and Technology. 1. IGI Global. стр. 229—238. ISBN 978-1-5225-2256-0. Архивирано из оригинала 29. 3. 2022. г. Приступљено 19. 6. 2020.
- Hsu, Feng-hsiung; Campbell, Murray; Hoane, A. Joseph Jr. (1995). „Deep Blue System Overview” (PDF). Proceedings of the 9th International Conference on Supercomputing. 1995 International Conference on Supercomputing. Association for Computing Machinery. стр. 240—244. ISBN 978-0-89791-728-5. doi:10.1145/224538.224567. Архивирано из оригинала 17. 10. 2018. г.  — преко top-5000.nl.
- Hsu, Feng-hsiung (2002). Behind Deep Blue: Building the Computer that Defeated the World Chess Champion (1st изд.). Princeton University Press. ISBN 978-0-691-09065-8.
- Hsu, Feng-hsiung (2004) [2002]. Behind Deep Blue: Building the Computer that Defeated the World Chess Champion (revised изд.). Princeton University Press. ISBN 978-0-691-11818-5. Архивирано из оригинала 22. 3. 2022. г. Приступљено 10. 12. 2018.
- King, Daniel (1997). Kasparov v. Deeper Blue: The Ultimate Man v. Machine Challenge. Batsford. ISBN 978-0-7134-8322-2.
- Levy, David; Newborn, Monty (1991). How Computers Play Chess. Computer Science Press. ISBN 978-0-7167-8121-9.
- Newborn, Monty (1997). Kasparov versus Deep Blue: Computer Chess Comes of Age (1st изд.). Springer. ISBN 978-0-387-94820-1. Архивирано из оригинала 18. 8. 2021. г. Приступљено 31. 8. 2020.
- Newborn, Monty (2002). Deep Blue: An Artificial Intelligence Milestone. Springer. ISBN 978-0-387-95461-5.
- Syed, Omar; Syed, Aamir (2003). „Arimaa – a New Game Designed to be Difficult for Computers”. International Computer Games Association Journal. Leiden University. 26 (2): 138—139. doi:10.3233/ICG-2003-26213. Архивирано из оригинала 6. 11. 2020. г. Приступљено 18. 8. 2021 — преко arimaa.com.
- Warwick, Kevin (2004). I, Cyborg. University of Illinois Press. ISBN 978-0-252-07215-4. Архивирано из оригинала 18. 8. 2021. г. Приступљено 17. 5. 2020.
- Wu, David J. (2015). „Designing a Winning Arimaa Program” (PDF). International Computer Games Association Journal. Leiden University. 38 (1): 19—40. doi:10.3233/ICG-2015-38104. Архивирано (PDF) из оригинала 13. 11. 2017. г. Приступљено 18. 8. 2021 — преко arimaa.com.
- Zuckerman, Gregory (2019). The Man Who Solved the Market: How Jim Simons Launched the Quant Revolution (1st (hbk) изд.). Penguin/Portfolio. ISBN 978-0-7352-1798-0. Архивирано из оригинала 18. 8. 2021. г. Приступљено 18. 8. 2021.

## Spoljašnje veze
- „IBM.com”. Архивирано из оригинала 01. 07. 2008. г., IBM Research pages on Deep Blue
- , IBM page with the computer logs from the games
- „Chesscenter.com”. Архивирано из оригинала 06. 04. 2004. г., Open letter from Feng-hsiung Hsu on the aborted rematch with Kasparov, The Week in Chess Magazine, issue 270, 10 January 2000
- „Chesscenter.com”. Архивирано из оригинала 31. 05. 2009. г., Open Letter from Owen Williams (Garry Kasparov's manager), responding to Feng-hsiung Hsu, 13 January 2000
- „Sjeng.org” (PDF). Архивирано из оригинала 20. 05. 2005. г., Deep Blue system described by Feng-hsiung Hsu, Murray Campbell and A. Joseph Hoane Jr. (PDF)
- „Chessclub.com”. Архивирано из оригинала 01. 07. 2007. г., ICC Interview with Feng-Hsiung Hsu, an online interview with Hsu in 2002 (annotated)